# Anodocheilus piari
Anodocheilus piari är en skalbaggsart som beskrevs av García 2009. Anodocheilus piari ingår i släktet Anodocheilus och familjen dykare. Inga underarter finns listade i Catalogue of Life.